# Nosferatu (film, 1922)

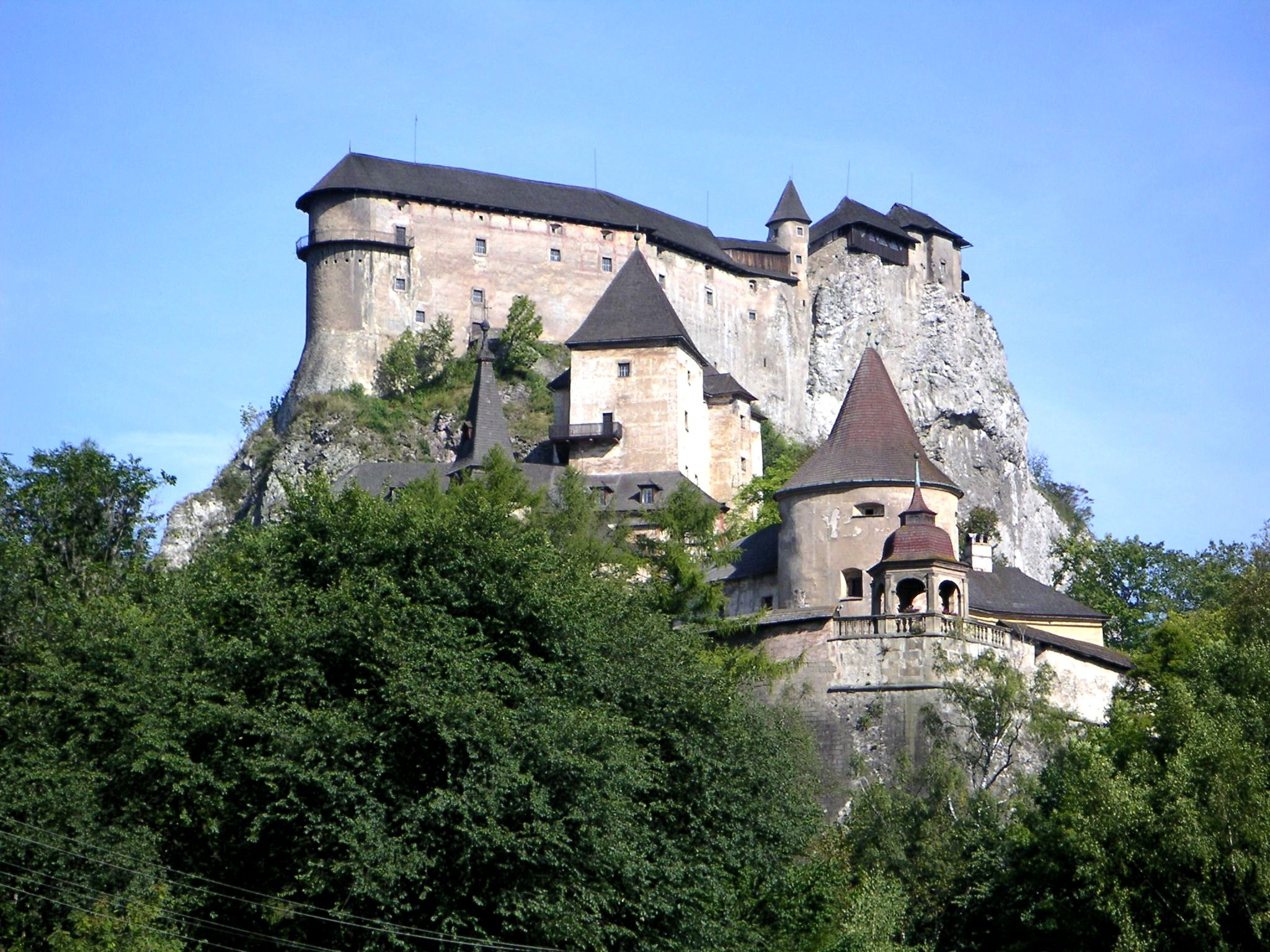
Slottet Orava i Slovakien, en av filmens inspelningsplatser

Nosferatu, eine Symphonie des Grauens (ty. "Nosferatu, en symfoni i skräck") är en tysk expressionistisk stum skräckfilm från år 1922 av F.W. Murnau. Han ville filmatisera Bram Stokers Dracula, men rättigheterna kostade mer än man var beredd att betala, så man bestämde sig för att filma ändå och gjorde smärre ändringar i handlingen. Resultatet har många likheter med Stokers berättelse. Filmen var ursprungligen totalförbjuden i Sverige men visades 1970 på TV2.

## Handling
Med inflytande från producenten och scenografen Albin Grau etablerade filmen en av två huvudriktningar vad gäller skildrande av vampyrer på film. "Nosferatu-typen" är ett levande lik med gnagar-liknande drag (särskilt långa fingernaglar och framtänder), som associeras med råttor och smittor, och varken charmerande eller erotisk men istället motbjudande. Dess offer dör vanligtvis och förvandlas inte till vampyrer själva. Den andra, mer vanligt förekommande, typen är "Dracula-typen" (etablerad i och med Bela Lugosis version av Dracula och förevigad av Lugosi och Christopher Lee), en charmig aristokrat som är skicklig på att förföra sina offer och omvandla dem till nya vampyrer. 

## Rollista
- Max Schreck – greve Orlok
- Gustav von Wangenheim – Thomas Hutter
- Greta Schröder – Ellen Hutter
- Alexander Granach – Knock, mäklare
- Georg H. Schnell – redare Harding
- Ruth Landshoff – Ruth Harding, Hardins syster
- John Gottowt – professor Bulwer, Paracelsusanhängare
- Gustav Botz – professor Sievers, stadsläkaren
- Max Nemetz – kaptenen på Empusa
- Wolfgang Heinz – förstestyrman
- Guido Herzfeld – gästgivare
- Karl Etlinger – studerande hos Bulwer
- Fanny Schreck – sjuksköterska	(okrediterad)

## Produktion och distribution
"Dracula" blev "Nosferatu" och namnen på karaktärerna ändrades, greve Dracula ändrades till greve Orlok. Rollen som vampyr spelades av Max Schreck. Andra huvudaktörer i filmen var Gustav von Wangenheim, Greta Schröder och Alexander Granach.
Detta blev den första filmen från produktionsbolaget Prana-Film, men också den sista eftersom de förklarade sig bankrutt efter att Bram Stokers änka, Florence Stoker, stämde dem för upphovsrättsbrott och vann. Rätten beordrade att samtliga existerande exemplar av Nosferatu skulle förstöras, men då filmen hunnit distribueras världen över undgick några kopior förstörelsen. Dessa kopierades sedan i sin tur, och Nosferatu kom så småningom att anses vara en av de främsta filmatiseringarna av Stokers vampyrberättelse. Murnau hade tidigare gjort likadant när han 1920 filmade R.L. Stevensons Dr. Jekyll och Mr. Hyde som Der Januskopf (1920), med Conrad Veidt i huvudrollen och Bela Lugosi som hans butler; Stevensons efterlevande stämde och alla kopior förstördes och den räknas som en förlorad film.
Delar av filmen som föregavs visa Transsylvanien var filmade i Slovakien (Tatrabergen, Waag). Nosferatus slott exempelvis är slottet Orava i norra Slovakien.
Till skillnad mot vad många tycks tro betyder "nosferatu" varken "vampyr", "odöd" eller liknande. Termen kom ursprungligen från det kyrkslaviska ordet nosufur-atu, som kommer från grekiska "nosophoros" ("smittspridare"). Dess ursprung är förståeligt med tanke på att i många europeiska nationer ansågs vampyrer vara spridare av smittor.

## Versioner
År 1979 gjordes i Västtyskland en nyinspelning av Werner Herzog vid namn Nosferatu, Phantom der Nacht med Klaus Kinski som vampyren och år 2000 spelades filmen Shadow of the Vampire in, som är en metafilm, en påhittad historia runt inspelningen av Nosferatu.
I december 2024 beräknas en nyinspelning/remake av den första Nosferatu-filmen, med bland annat Bill Skarsgård i huvudrollen, att ha premiär. För regin ansvarar Robert Eggers, som även är delaktig som manusförfattare och producent på hela filmen.